# Tenggun Daya
Tenggun Daya is een bestuurslaag in het regentschap Bangkalan van de provincie Oost-Java, Indonesië. Tenggun Daya telt 3822 inwoners (volkstelling 2010).